# ISO 14001
ISO 14001 je mednarodni standard za sisteme ravnanja z okoljem, ki zajema obvladovanje okoljskih vidikov proizvodne ali storitvene dejavnosti.
Standard ISO 14001 je eno od najpomembnejših orodij, ki ga uporabljajo organizacije po vsem svetu, da bi odgovorile na izzive, ki jih njihove dejavnosti predstavljajo za okolje. Cilj standarda je ohranjanje okolja in primernih življenjskih pogojev za nadaljnje rodove. Obsega izpolnjevanje zakonskih zahtev, učinkovito izkoriščanje virov, ter preprečevanje onesnaževanja okolja.

## Vloga ISO 14001
Standard ISO 14001 je trenutno popolnoma vključen v svetovno gospodarstvo, kjer je njegova vloga:
- nudenje podlag za poenotenje svetovnega poslovanja in oskrbovalnih verig,
- tehnična podpora zakonodaji,
- novim gospodarskim subjektom olajšati vključevanje v globalne verige in poslovne procese pri izbiri zunanjih sodelavcev.

Standard ISO 14001 sam po sebi ne postavlja točno določenih zahtev glede vpliva organizacije na okolje, pač pa vsebuje splošne zahteve, ki jim mora organizacija zadoščati. Če želi organizacija pridobiti in obdržati certifikat, mora izpolnjevati vse zakonske zahteve s področja varovanja okolja ter sprejeti svojo okoljsko politiko in jo nato izvajati tako, kot je bilo zamišljeno in načrtovano. Standard zahteva, da mora biti v okoljski politiki izražena zavezanost k neprestanemu izboljševanju varstva okolja, vendar pa ne postavlja nobenih meril, v kolikšni meri se mora varstvo okolja izboljševati. V zadnjih 10 letih je postal ta standard, v svetovnem merilu, orodje, ki se ga da učinkovito uporabiti za obvladovanje vpliva ljudi na okolje.

## Zahteve standarda za sistem ravnanja z okoljem

### Osnovna načela
Pet osnovnih načel, na katerih temelji sistem ravnanja z okoljem ISO 14001, je:
1. Zavezanost in politika
Načelo pravi, da naj organizacija postavi politiko do okolja, ki ji bo ustrezala. Poleg tega naj bi si zagotovila tudi zavezanost oziroma pripadnost vodstva in vseh zaposlenih. Opredelitev okvira, na katerega se nanašajo naloge in opredelitev okoljskih ciljev. Z drugimi besedami, opredelitev pojma-poslanstvo-v primerjavi z okoljem predstavlja formulo obveznosti, da najvišje vodstvo organizacije prevzame nalogo za nenehno izboljševanje primernosti in širjenje sistema za upravljanje z okoljem.
2. Načrtovanje
V tem načelu naj bi si organizacija določila cilje in izdelala program oziroma programe, s katerimi bi izpolnila postavljene okoljske cilje.
3. Izvajanje
Načelo pravi, da je potrebno za učinkovito izvajanje razviti ustrezne sposobnosti in podporne mehanizme, ki so potrebni za doseganje ciljev.
4. Spremljanje, merjenje in ocenjevanje
Načelo pravi, da mora organizacija redno spremljati, meriti in ocenjevati učinek sistema ravnanja z okoljem.
5. Pregled in izboljševanje
V tem načelu naj bi organizacija redno pregledovala in izboljševala vzpostavljen sistem ravnanja z okoljem.

### Splošne zahteve
Sistem ravnanja z okoljem vsebuje elemente:
- delovne tehnike,
- odgovornosti,
- organizacijsko zgradbo,
- planske dejavnosti,
- postopke,
- procese in
- sredstva.

#### Faze Demingovega kroga
Vodenje sistema deluje po principu Demingovega kroga, ki vsebuje naslednje faze: planiranje, izvedba, preverjanje in ukrepanje.

##### Načrtovanje
Faza načrtovanja vključuje:
- Postavitev politike do okolja,
- Postavitev okoljskih ciljev in pripravo programov za doseganje le teh,...

Pred izvajanjem oz. uvajanjem standarda ISO 14001, je priporočljivo, da se izvede pregled ali analiza procesov organizacije in proizvodov. To pomaga pri iskanju elementov sedanjega delovanja in možnih elementov delovanja v prihodnosti, ki lahko vplivajo na okolje, t. i. okoljski vplivi (Martin 1998). Okoljski vplivi se lahko vključujejo neposredno, med samo proizvodnjo, in posredno, kot surovine(Martin 1998). Pregled pomaga organizaciji pri določanju merljivih okoljskih ciljev, razvoju postopkov, razvoju nadzora in upravljanja ter postopkov vključevanja ustreznih zakonskih zahtev, ki se nato vključijo v politiko delovanja organizacije (standardi Avstralija/Nova Zelandija 2004). Pri tem je treba določiti, kako dejavnosti, procesi ter izdelki lahko vplivajo na okolje in določiti merila za postavljanje kriterijev pri oceni učinka kritičnih točk teh vplivov. Vrste vplivov na okolje se razlikujejo glede na vrsto industrije:
- Kemična in petrokemična industrija: emisije, odvajanje vode, nevarne snovi, tveganja za nastanek nesreč;
- Avtomobilska industrija: emisije, odplake, proizvodnja odpadkov, ki vsebujejo PVC, motorji z majhnim vplivom na okolje, ponovna uporaba olja;
- Jedrski objekti:radioaktivni odpadki,vode za hlajenje reaktorja;
- Elektronika in telekomunikacija: emisije, odpadne vode, baterije;
- Živilska industrija: organski odpadki, odvajanje odpadnih vod, odpadne snovi iz proizvodnje;
- Tekstilna industrija: emisije,odvajanje odpadnih vod, odpadnih topil za predelavo usnja.

Treba je ugotoviti in opredeliti kriterije za izvajanje pravnih predpisov in drugih predpisov, ter določiti, izvajati in vzdrževati cilje in okoljske programe v skladu z določbami iz okoljske politike.

##### Izvedba
Faza izvedbe vključuje:
- Dodelitev funkcij, odgovornosti in pristojnosti,
- Oskrbo s primernimi in zadostnimi sredstvi,
- Ureditev notranjih in zunanjih komunikacij,
- Usposabljanje zaposlenih,...

V tej fazi organizacija ugotavlja katera sredstva so zahtevana in deluje brez tistih članov organizacije, ki so odgovorni za izvajanje okoljskih standardov in nadzor . To vključuje dokumentiranje vseh postopkov in procesov, vključno z operativnimi ter dokumentacijo, nadzor, oblikovanje postopkov v sili ter odzive in izobraževanje zaposlenih, da se zagotovi kompetentno izvajanje vseh potrebnih postopkov in, na koncu, evidentiranje rezultatov (Standardi Australija/Nova Zelandija 2004). Komunikacija in sodelovanje na vseh ravneh organizacije, predvsem najvišjega vodstva, je pomemben del izvedbene faze. Učinkovitost okoljskega standarda pa je odvisna od aktivne udeležbe vseh zaposlenih (Poročilo Zveznega sveta 1999).

##### Preverjanje
Faza preverjanja vključuje:
- Merjenje in spremljanje,
- Ocenitev stanja glede na izpolnjevanje zahtev,
- Vodenje zapisov,...

V tej fazi se izvaja spremljanje in merjenje, izvajanje in vzdrževanje postopkov za stalno spremljanje operacij, ki imajo lahko pomemben vpliv na okolje, doseganje zastavljenih ciljev za pravilno vzdrževanje opreme za spremljanje okolja. Podobno je potrebno nastaviti sistem za oceno skladnosti, s katero lahko organizacija občasno preverja in zapisuje v kakšnih mejah se zakonske zahteve in morebitni drugi predpisi spoštujejo. Upravljanje neskladnosti, preventivni in korektivni ukrepi, je način s katerim organizacija nastavi svoj sistem za reševanje možnosti neizpolnjenih zahtev za preprečevanje vzrokov in zmanjšanje negativnih učinkov, definicij in kontrolnih  protiukrepov.

##### Ukrepanje
Faza ukrepanja vključuje:
- Planiranje in uvajanje izboljšav,
- Popravne in preventivne ukrepe,
- Vodstvene preglede,...

Pri preverjanju in spremljanju se izvaja ter se sprejme ukrepe za izboljšanje učinkovitosti okoljskega standarda, ki temelji na rezultatih. Po fazi preverjanja mora biti načrtovano upravljanje, opravljen pregled za zagotovitev ciljev okoljskega standarda, v kolikšni meri so cilji doseženi, da se poročila ustrezno popravlja in se oceni spreminjajoče razmere, kot so pravne zahteve in priporočila za nadaljnje izboljšanje sistema (standard Australija/Nova Zelandija 2004).

## Certificiranje
Ko je organizacija v celoti razvije sistem ravnanja z okoljem, skladen s standardom ISO 14001, se lahko odloči in zaprosi za certificiranje. Certificiranje vključuje oceno sistema ravnanja z okoljem organizacije, vključno s celovito presojo na kraju samem. Če organizacija izpolnjuje pogoje v skladu s standardom ISO 14001, se izda certifikat, ki je veljaven za obdobje treh let. V nekaterih državah lahko certifikat podeli le akreditirani certifikacijski organ: ANSI-ASQ Nacionalni akreditacijski svet v ZDA,  Akreditacijske službe v Združenem kraljestvu ali nacionalni akreditacijski svet na Irskem.
Za preverjanje, ali je organizacija pripravljena za certificiranje ISO 14001, obstaja ISO 14001 samoocenitveni kontrolni list, ki opisuje zahtevane postopke in elemente.
Število organizacij, ki so pridobile certifikat za vzpostavljen in vzdrževan sistem ravnanja z okoljem po standardu ISO 14001, strmo narašča. Konec leta 2005 je bilo v skoraj 138 državah sveta izdanih več kot 111 tisoč certifikatov za sisteme ravnanja z okoljem in konec 2010 že več kot 250 tisoč certifikatov.

## Koristi
ISO 14001 je bil prvotno razvit, da bi pomagal organizacijam zmanjšati negativen vpliv na okolje. Poleg zmajnševanja negativnega vpliva na okolje dosegajo take organizacije tudi veliko gospodarskih koristi, vključno z večjo skladnostjo z zakonodajo in regulativnimi zahtevami (Sheldon 1997). Z zmanjševanjem tveganja zaradi kršitev zakonodaje in regulativ se izboljšuje organizacijska učinkovitost (Delmas 2001), kar posledično vodi k zmanjševanju količine odpadkov in tudi virov, s tem pa se zmanjšajo operativni stroški organizacije (ISO 14001.com.au 2010). Drugotna korist implementacije mednarodno priznanega standarda je zmanjševanje stroškov, ki nastanejo pri multinacionalkah, saj odpade potreba po vsakokratni registraciji ali certificiranju (Hutchens 2010).
Okolje je postalo vsesplošna skrb človeštva. Tako tudi že zelo majhni otroci spoznavajo osnove in se skozi igro vključujejo v programe za varovanje okolja. En tak program je na primer "Program ISO 14000 za otroke" (The Kids' ISO 14000 Programme).

## Veljavni slovenski standardi s področja sistemov ravnanja z okoljem
Slovenija je prevzela evropske in mednarodne standarde serije ISO 14000:
- SIST EN ISO 14001 Sistemi ravnanja z okoljem - Zahteve z navodili za uporabo
- SIST EN ISO 14004 Sistemi ravnanja z okoljem - Splošne smernice o načelih, sistemih in podpornih tehnikah
- SIST ENISO 14015 Ravnanje z okoljem - Okoljsko ocenjevanje lokacij in organizacij
- SIST EN ISO 14020 Okoljske označbe in deklaracije - Splošna načela
- SIST EN ISO 14021 Okoljske označbe in deklaracije - Okoljsko samodeklariranje (Okoljsko označevanje II. vrste)
- SIST EN ISO 14024 Okoljske označbe in deklaracije - Okoljsko označevanje I. vrste - Načela in postopki
- SIST EN ISO 14025 Okoljske označbe in deklaracije - Okoljsko označevanje III. vrste - Načela in postopki
- SIST EN ISO 14031 Ravnanje z okoljem - Vrednotenje učinkov ravnanja z okoljem - Smernice
- SIST ISO/TR 14032 Ravnanje z okoljem - Primeri vrednotenja učinkov ravnanja z okoljem
- SIST EN ISO 14040 Ravnanje z okoljem - Ocenjevanje življenjskega cikla - Načela in okviri
- SIST EN ISO 14044 Ravnanje z okoljem - Ocenjevanje življenjskega cikla - Zahteve in smernice
- SIST-TP ISO/TR 14047 Ravnanje z okoljem - Ocenjevanje življenjskega cikla - Primeri uporabe ISO 14042
- SIST-TP ISO/TR 14048 Ravnanje z okoljem - Ocenjevanje življenjskega cikla - Oblika dokumentiranja podatkov za ocenjevanje življenjskega cikla
- SIST-TP ISO/TR 14049 Ravnanje z okoljem - Ocenjevanje življenjskega cikla - Primeri uporabe ISO 14041 za opredelitev cilja in namena ter inventarizacijo
- SIST EN ISO 14050 Ravnanje z okoljem - Slovar
- SIST-TP ISO/TR 14062 Ravnanje z okoljem - Vključitev okoljskih vidikov v načrtovanje in razvoj proizvodov
- SIST EN ISO 14063 Ravnanje z okoljem - Okoljsko komuniciranje - Smernice in primeri
- SIST EN ISO 19011 Smernice za presojanje sistemov vodenja kakovosti in/ali sistemov za ravnanje z okoljem.